# Hessiaan
De hessiaan van een functie van meerdere variabelen is het analogon van de tweede afgeleide. De hessiaan is de matrix van de tweede-orde partiële afgeleiden van die functie. De naam wordt ook gebruikt voor de determinant van deze matrix.

## Definitie
De hessiaan {\displaystyle H} of {\displaystyle H_{f}} van de tweemaal continu differentieerbare functie {\displaystyle f(x)=f(x_{1},x_{2},\ldots ,x_{n})} is de matrix:
{\displaystyle H(x)=H(x_{1},x_{2},\ldots ,x_{n})={\begin{bmatrix}{\frac {\partial ^{2}f}{\partial x_{1}^{2}}}(x)&{\frac {\partial ^{2}f}{\partial x_{1}\partial x_{2}}}(x)&\ldots &{\frac {\partial ^{2}f}{\partial x_{1}\partial x_{n}}}(x)\\{\frac {\partial ^{2}f}{\partial x_{2}\partial x_{1}}}(x)&{\frac {\partial ^{2}f}{\partial x_{2}^{2}}}(x)&\ldots &{\frac {\partial ^{2}f}{\partial x_{2}\partial x_{n}}}(x)\\\vdots &\vdots &\ddots &\vdots \\{\frac {\partial ^{2}f}{\partial x_{n}\partial x_{1}}}(x)&{\frac {\partial ^{2}f}{\partial x_{n}\partial x_{2}}}(x)&\ldots &{\frac {\partial ^{2}f}{\partial x_{n}^{2}}}(x)\end{bmatrix}}}
dus met elementen
{\displaystyle H_{ij}={\frac {\partial ^{2}f}{\partial x_{i}\partial x_{j}}}}
Uit de stelling van Schwarz volgt dat de hessiaan een symmetrische matrix is. Uit een stelling van de lineaire algebra volgt in dat geval dat de hessiaan uitsluitend reële eigenwaarden heeft.
De eigenwaarden van de hessiaan kunnen onder meer worden gebruikt om te bepalen of een stationair punt van een functie een maximum, een minimum of een zadelpunt is. Merk op dat de hessiaan gerelateerd is aan de jacobi-matrix van de gradiënt {\displaystyle \nabla f} volgens
{\displaystyle H_{f}=(J(\nabla f))^{\text{T}}}
De naam hessiaan verwijst naar de Duitse wiskundige Otto Hesse (1811−1874) en die naam, is naar verluidt voorgesteld door de Engelse wiskundige James Joseph Sylvester (1814−1897).